# Jean François VI du Buc du Pacquerel
 (novembre 2012).
Si vous disposez d'ouvrages ou d'articles de référence ou si vous connaissez des sites web de qualité traitant du thème abordé ici, merci de compléter l'article en donnant les références utiles à sa vérifiabilité et en les liant à la section « Notes et références ».
Jean François VI du Buc, seigneur du Pacquerel dit « du Buc-Richard », est un militaire et armateur français du XVIIe siècle.

## Biographie
Il nait avec le titre de chevalier dans une famille normande dont la noblesse remonte au XIe siècle. En effet, les du Buc-Richard sont originaires de Cricquebeuf-la-Campagne (Eure), seigneurie qui leur est cédée en 1190 par le roi Philippe II Auguste qu'ils suivirent en Croisade. À la suite du décès de son frère aîné Siméon, Jean François VI hérite de plusieurs parts des seigneuries que sont Gueville, la baronnie de Bretagnolles, Saint-Germain de Fresney, Graveron-Semerville et Le Pacquerel en Normandie, ainsi que le domaine du Fontenil (Orne) où est érigé un château de style Renaissance, construit par son aïeul Jean IV du Buc-Richard en 1544. Cette seigneurie du Fontenil, il n'en est propriétaire qu'en partie, la partageant avec ses tantes et cousins. Sergent royal, il devient lieutenant des gardes du corps du duc d'Elbeuf pour qui il fait campagne.[réf. nécessaire]
Il épouse Jeanne Lhuillier appelée aussi Lhuillier-Regnard, et sont les parents de Pierre du Buc, sieur de la Caravelle à Trinité (Martinique). Jeanne Lhuillier descend d'une famille de petite noblesse d'Iville entre Gueville et Trouville-la-Haule (Eure) qui sont fiefs des du Buc. Les Lhuillier possèdent de nombreux domaines à Iville où Jean François du Buc s'installera sur l'une d'entre elles en compagnie de ses enfants: ce qui fera dire par la suite aux historiens, que son fils Pierre Dubuc (fondateur de la branche Dubuc de Martinique), naquit à Iville. Ce qui est inexacte puisque l'acte de baptême date de juin 1640 et se trouve à Trouville-la-Haule.
Après bien des campagnes militaires et maritimes (puisqu'il est également armateur), Jean François du Buc-Richard obtient de la part de Louis XIII en 1623 de nouvelles lettres de noblesse, faisant référence à son courage et à son audace lors de la bataille de Saint-Jean-d'Angély ; il faut savoir que Jean François VI n'est qu'un cadet de famille assujetti au droit d'aînesse. De plus, il officie dans le commerce en tant qu'armateur, ce qui lui conféra la dérogeance en sa qualité de noble et comme il se faisait à l'époque. (Anoblissement au cabinet des titres de Rouen, année 1623, dossier du Buc du Pacquerel).
Au début des années 1630, il fait partie d'un groupe de 15 personnes tous originaires de Normandie. On retrouve les célèbres aventuriers Jean du Plessis d'Ossonville, Constant d'Aubigné, et Charles Liènard de l'Olive, menés par le futur général Jacques Dyel du Parquet. Tous arrivent en 1635, un peu avant Pierre Belain d'Esnambuc à Saint-Pierre de la Martinique. Duplessis d'Ossonville et de l'Olive repartent ensuite pour la Guadeloupe. 
Dès 1636, les colons sont assaillis par les Indiens caraïbes qui s'inquiètent de les voir s'installer. Jusque-là, selon l'anonyme de Carpentras, l'île servait simplement d'escale aux Européens. En 1640, la petite portion du littoral de l'île peuplée par les Français, entre Le Carbet et Saint-Pierre compte déjà un millier d'habitants, quasiment tous des hommes, parmi lesquels les parents de Madame de Maintenon, dont le père a connu Jean du Buc.
Jean François du Buc meurt sur son domaine de la baronnie de Bretagnolles (Eure). Il est inhumé dans le chœur de l'église de Bretagnolles en 1666, mais son fils cadet Pierre Dubuc, né au château de Gueville (Eure) en 1640,  débarque à son tour en 1657 à la Martinique, où il fondera une puissante dynastie de planteurs. Il finira colonel de milice dans la marine royale. Son fils aîné, Jean VII du Buc demeura en Normandie à Bretagnolles et Saint-Germain de Fresney, d'où est issue l'actuelle famille qui fut installée à Vatierville, Gournay-en-Bray et Evreux.

### Sources et bibliographie
- Armand Nicolas, Histoire de la Martinique, tome 1 : « Des Arawaks à 1848 », Éditions L'Harmattan, 1996, 404 pages, [lire en ligne], p. 136